# اسفل حجر (یمن)
 اسفل حجر  (در عربی:  أسفل الحِجر )
نام روستایی است در دهستان الَمغلاف از توابع استان جَوف در کشور یمن در شبه جزیره عربستان.

## جمعیت
جمعیت آن (۶۶) نفر (۷ خانوار) می‌باشد.